# 華美博物館
華美博物館（英語：Chinese American Museum）位於美國洛杉矶，是一個專門展示南加州華裔美國人歷史的博物館。博物館於2003年12月18日設立。